# Sajjad Ganjzadeh
Sajjad Ganjzadeh (Perzisch: سجاد گنج‌زاده) (Teheran, 4 januari 1992) is een Iraans karateka. 
Ganjzadeh won tijdens het olympische debuut van karate tijdens de 2020 de gouden medaille in de gewichtsklasse boven de 75 kilogram in het kumite. Ganjzadeh werd in 2016 wereldkampioen.

## Palmares
Individueel
- 2014 WK: +84kg
- 2016 WK: +84kg
- 2018 WK: +84kg
- 2020 OS: +75kg